# Open Innovation Seminar
O Open Innovation Seminar é o maior evento da América Latina dedicado à discussão e disseminação de práticas de inovação aberta. Organizado pelo Centro de Open Innovation – Brasil, anualmente, o evento traz informações de valor para a atualização de profissionais em gestão da inovação, além de pôr em contato as pessoas que participam do processo de inovação, visando à formação de redes e parcerias.
Em sua primeira edição, realizada em 2008, o Open Innovation Seminar ousou em dedicar um evento ao debate sobre a aplicabilidade da inovação aberta no Brasil. Para isso, trouxe especialstas brasileiros,executivos, acadêmicos e formuladores de políticas públicas, e o próprio criador do conceito de open innovation, o professor Henry Chesbrough.
O sucesso do evento e a alta receptividade dos gestores viabilizou a segunda edição, realizada em 2009, possibilitando um momento onde praticantes de inovação aberta se encontrassem e trocassem experiências sobre suas práticas entre si e, ao mesmo tempo, interagissem com formuladores de políticas públicas,  pesquisadores em inovação, e empresas que oferecem ferramentas e serviços para facilitar a prática da inovação aberta.
Em 2008 o evento foi realizado em apenas um dia com um formato de painéis de discussão moderados por especialistas. Em 2009, o evento foi estendido para dois dias e passou a incluir a apresentação de casos de empresas, sessões temáticas e reuniões exclusivas entre patrocinadores e o professor Chesbrough.

## OIS 2010
Para o Open Innovation Seminar 2010, a proposta da organização do evento é, além de manter o formato de 2009, oferecer aos patrocinadores praticantes da inovação aberta, um curso intensivo de 16 horas com a participação do professor Chesbrough, no qual possam aprimorar seus conhecimentos sobre as melhores práticas e desafios da inovação aberta. Em 2010 o evento será realizado em 3 dias, sendo o primeiro designado para o Seminário e os outros dois para o curso.

### Curso intensivo de open innovation
Gestores de inovação terão a oportunidade de realizar um curso intensivo de 16 horas de duração especialmente desenvolvido para o Brasil pelo próprio professor Chesbrough e seus colaboradores do Centro de Open Innovation - Brasil.

### Seminário
Como nas edições anteriores, Chesbrough oferecerá novamente uma palestra inédita e exclusiva, preparada para que iniciantes se introduzam ao tema e praticantes se atualizem com o que há de mais recente nas práticas e desafios da inovação aberta no mundo.
Nos últimos anos, Henry Chesbrough tem dado ênfase nas suas pesquisas à inovação aberta em serviços, cada vez mais presentes em tradicionais indústrias de produtos, às relações universidade-empresa e à aplicação da open innovation em indústrias menos intensivas em tecnologia.